# Веретрагна

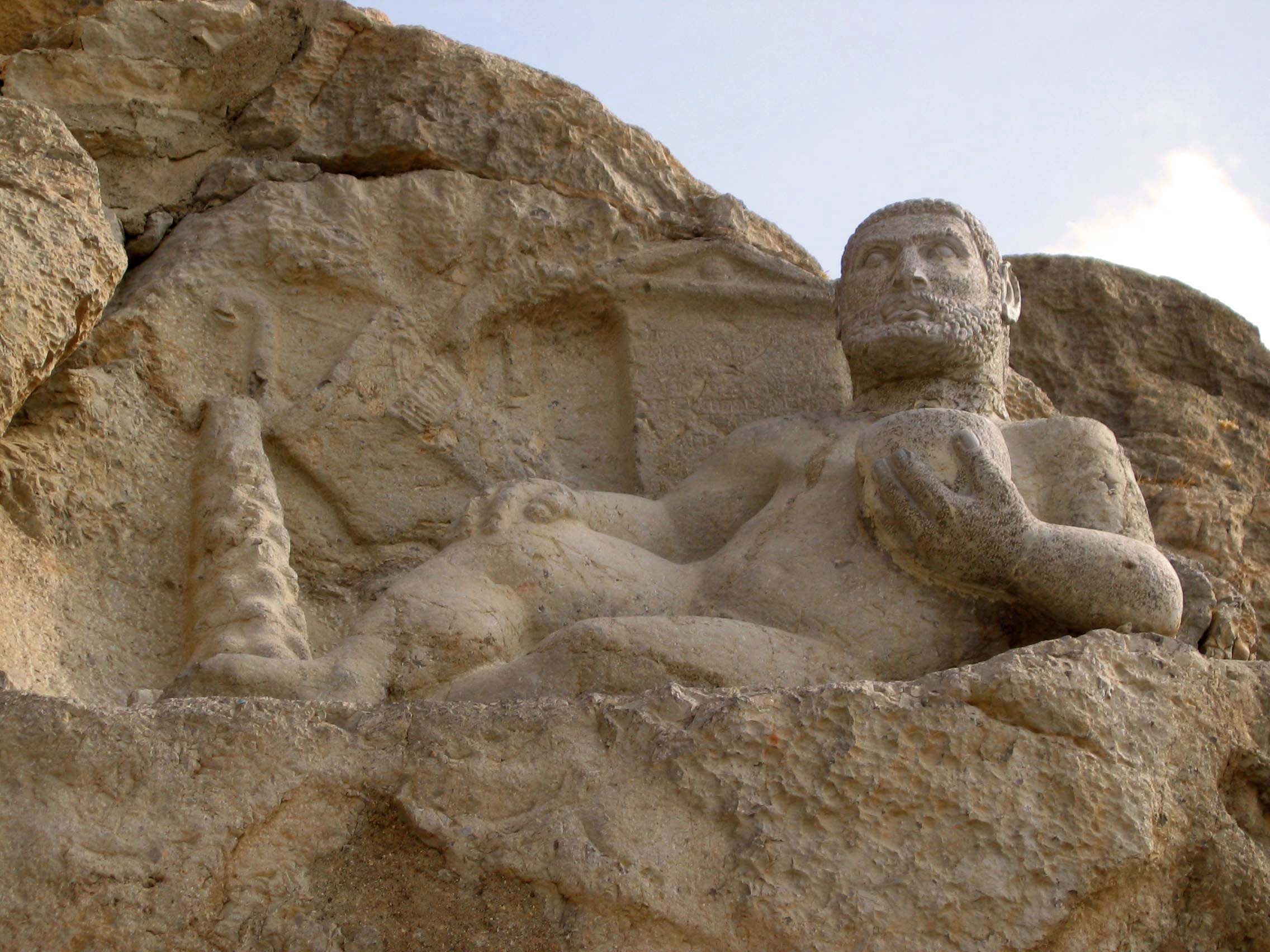
Изображение эллинистической эпохи Веретрагны как Геракла, вырезанное в 148 г. до н. э. в Керманшахе, Иран.

Веретрагна Победоносный (авест. Vərəϑraγna «разбивающий препятствие»), Варахрам, Бахром (перс. بهرام‎) — бог войны и победы в иранской мифологии. Язат в зороастризме.
Образ Веретрагны восходит ко временам индоиранской общности (см. Праиндоиранская религия), его имя представляет собой иранский вариант эпитета ведийского Индры — Вритрахан «убийца Вритры».
В Авесте описаны перевоплощения Веретрагны: в бурю, быка, солнечного жеребца, вепря, жертвенную птицу (или сокола), овна, козерога, юношу, а также воина с золотым мечом, но больше в героя.
В «Младшей Авесте» Веретрагна включён в число богов.